# Jesse Blackadder
Jesse Blackadder (* Juni 1964 in Australien; † 10. Juni 2020 in New South Wales, Australien) war eine australische Schriftstellerin, Drehbuchautorin und Journalistin.

## Leben und Werk
Blackadder wuchs an Sydneys Nordküste auf. Sie studierte an der University of Technology, Sydney, wo sie einen Bachelor of Arts in Communication erhielt. Sie erwarb einen Master of Applied Science in Social Ecology und promovierte in Creative Arts an der University of Western Sydney.
Blackadders erster 2005 veröffentlichter Roman After the Party erschien 2010 auf der Liste der australischen Lieblingsromane des 21. Jahrhunderts der Australian Book Review.
2011 erhielt sie ein Australian Antarctic Arts Fellowship, um die Davis Station an der Ingrid-Christensen-Küste in der Antarktis für sechs Wochen zu besuchen. Dort untersuchte sie die Frage der Verwendung historischer Figuren in der Fiktion und daraus entstand 2013 ihr historischer Roman Chasing the Light über Ingrid Christensen, die erste Frau, die die Antarktis sah, und die Frauen, die sie begleiteten.
2018 wurde Blackadder als erste Preisträgerin zum zweiten Mal mit dem Australian Antarctic Arts Fellowship ausgezeichnet. Von November 2018 bis Februar 2019 verbrachte sie zusammen mit der Drehbuchautorin Jane Allen drei Monate in der Mawson Station und erarbeitete in dieser Zeit den Entwurf eines Antarktis-Abenteuerromans für junge Leser und den Aufbau für die erste Staffel einer Fernsehserie über das Leben auf einer antarktischen Forschungsstation. Diese beiden Werke befanden sich zum Zeitpunkt von Blackadders Tod noch in der Entwicklung.
Blackadder verfasste Kurzgeschichten und Romane für Kinder und Erwachsene und veröffentlichte als freiberufliche Journalistin viele Artikel.
Sie lebte mit ihrem Partner viele Jahre in Byron Bay in New South Wales, wo sie 2020 an Bauchspeicheldrüsenkrebs starb.

## Auszeichnungen
- 2011: Australian Antarctic Arts Fellowship
- 2012: Guy Morrison-Preis, Australasian Association of Writing Programs
- 2013: Golden Crown Literary Society Award
- 2018: Australian Antarctic Arts Fellowship
- 2019: gemeinsam mit Laur Bloom für den Children’s Peace Literature Award 2019 nominiert

## Veröffentlichungen (Auswahl)
- 2005: After the Party
- 2011: The Raven’s Heart: A Story of a Quest, a Castle and Mary Queen of Scots[4]
- 2013: Chasing the Light. HarperCollins Publishers, ISBN 978-0-7322-9604-9.
- 2017: Sixty Seconds[5]
- 2019: In the Blink of an Eye
- 2015: Dexter: The Courageous Koala
- 2014: Paruku: The Desert Brumby
- 2013: Stay: The Last Dog in Antarctica
- 2019 mit Laura Bloom: Frankie (Dream Riders #1)
- 2019: mit Laura Bloom: Storm (Dream Riders #2)